# Silvija Benković Peratova
Silvija Benković Peratova (Zagreb, 29. travnja 1964.) profesorica je likovnih umjetnosti, hrvatska slikarica i hrvatska književnica. Piše poeziju i prozu za odrasle i za djecu. Živi, radi i stvara u Rijeci. Napisala je nekoliko zbirka poezije, pjesme za djecu, bajku i roman. Radi kao likovni pedagog.
Članica je Društva hrvatskih književnika i predsjednica Društva hrvatskih književnika - Ogranka u Rijeci od 2011. godine. 
Bila je članica Upravnog vijeća Muzeja moderne i suvremene umjetnosti u Rijeci (2001. – 2004.), a trenutno obavlja funkciju predsjednice Upravnog vijeća Muzeja grada Rijeke.
Uredila je i likovno opremila brojne knjige. Skupno je izlagala na stotinjak izložaba, a samostalno je priredila petnaest izložbi slika (ulje, uljni pastel). Sudjelovala je i donirala svoje slike u razne humanitarne svrhe za nezbrinutu djecu i djecu stradalnike Domovinskog rata.
Dobitnica je brojnih međunarodnih, državnih i županijskih nagrada u prosvjetno-pedagoškoj djelatnosti s učenicima. Mentorica je učiteljima-pripravnicima pri polaganju stručnih državnih ispita za Primorsko-goransku, Ličko-senjsku i Istarsku županiju te voditeljica Stručnih županijskih vijeća za likovne pedagoge osnovnih škola. 
2010. godine je dobila nagradu Primorsko-goranske županije za najuspješnijeg prosvjetnog djelatnika.
Poezija i proza objavljivani su joj u brojnim zbornicima i časopisima za književnost i kulturu. Nastupala je na nizu književnih tribina i manifestacija te gostovala u brojnim televizijskim i radio emisijama.
Piše i književne recenzije i likovne kritike, a pjesme su joj prevođene na makedonski, bugarski, poljski i talijanski jezik. Članica je uredništva poezije časopisa "Književna Rijeka". Idejna je pokretačica i voditeljica Susreta mladih pisaca i pjesnika u Rijeci te urednica istoimenog zbornika pod nazivom "Riječki zvonik mladosti".

## Dosad objavljeno
- Mali veliki ljudi (1995.), zbirka poezije;

- Zlatak (1997.), zbirka pjesama za djecu;

- Jedro ljubavi (2000.), zbirka poezije;

- Slast pelina (2004.), roman;

- Teta (2004.), priče na senjskom čakavskom idiomu;

- Boja istine (2006.), zbirka poezije;

- Zlatak i Zlatica (2008.), zbirka pjesama za djecu;

- Tetin luštrin (2011.), zbirka priča na senjskom čakavskom idiomu (ušla u finale za nagradu "Fran Galović" 2011.);

- Čuvari legende (2009.; 2011.), knjiga bajki / mitoloških priča ilustriranih od strane same autorice, namijenjena djeci, mladima, ali i odraslima;

- Mali veliki ljudi (2011.), zbirka poezije, 2. izmijenjeno i dopunjeno izdanje.

## Vanjske poveznice
- DHK-Ri: Silvija Benković Peratova  Arhivirana inačica izvorne stranice od 27. ožujka 2011. (Wayback Machine)